# Evan Ellingson
Evan Taylor Ellingson (La Verne, 1º luglio 1988 – San Bernardino, 5 novembre 2023) è stato un attore statunitense.

## Biografia

### Origini e carriera
Ellingson crebbe a La Verne, California, con i suoi tre fratelli maggiori, uno dei quali, Austin, morì nel 2008 per un'overdose.
Partecipò alla serie televisiva su MADtv ed ebbe un ruolo in Titus, sitcom della Fox. Nel 2004 interpretò il ruolo di Kyle Savage nella serie televisiva Selvaggi, diretto da Mel Gibson e al fianco di Jason Dolley ed Erik von Detten  La serie fu cancellata dopo una sola stagione, ma Ellingson ricevette giudizi positivi per la sua performance e fu candidato agli Young Artist Award nel 2005 come miglior giovane attore non protagonista in una serie TV.
Nella primavera del 2007 accettò un ruolo in CSI: Miami, dove interpretò Kyle Harmon, il figlio di Horatio Caine. Nel 2009 apparve nel film La custode di mia sorella, nella parte di Jesse Fitzgerald, il figlio di Sara Fitzgerald, interpretata da Cameron Diaz.

### Morte
È deceduto il 5 novembre 2023, a soli 35 anni.

## Vita privata
Aveva una figlia, Brooklynn Ellingson, nata nel 2008.

## Filmografia

### Cinema
- The Gristle, regia di David Portlock (2001)
- Time Changer, regia di Rich Christiano (2002)
- Rules of the Game, regia di Marton Varo Jr. - cortometraggio (2003)
- Confession, regia di Jonathan Meyers (2005)
- Bondage, regia di Eric Allen Bell (2006)
- Lettere da Iwo Jima (Letters from Iwo Jima), regia di Clint Eastwood (2006)
- Walk the Talk, regia di Matthew Allen (2007)
- La custode di mia sorella (My Sister's Keeper), regia di Nick Cassavetes (2009)

### Televisione
- MADtv - serie TV, episodi 6x01-8x03 (2000-2002)
- Vivendo nella paura, regia di Martin Kitrosser - film TV (2001)
- General Hospital - serie TV, 1 episodio (2001)
- Titus - serie TV, 10 episodi (2001–2002)
- The Nick Cannon Show - serie TV, episodio 2x01 (2002)
- That Was Then - serie TV, episodio 1x04 (2002)
- Selvaggi (Complete Savages) - serie TV, 19 episodi (2004–2005)
- Untitled Camryn Manheim Pilot, regia di Andrew D. Weyman - film TV (2005)
- Bones - serie TV, episodio 1x05 (2005)
- Boys Life - serie TV, episodio 1x01 (2006)
- 24 - serie TV, 10 episodi (2007)
- State of Mind - serie TV, episodio 1x02 (2007)
- CSI: Miami - serie TV, 18 episodi (2007-2010)

## Doppiatori italiani
- Alessio De Filippis in 24
- Simone Crisari in CSI: Miami